# جيهات تيجين
جيهات تيجين (مواليد 16 نوفمبر 1915) هو مبارز بالسيف تركي، مثّل بلاده في الألعاب الأولمبية الصيفية 1936.

## روابط خارجية
جيهات تيجين على موقع أوليمبيديا (الإنجليزية)